# Друщиц, Владимир Васильевич
Владимир Васильевич Друщиц (22 сентября [5 октября] 1916, Режица, Витебская губерния — 19 октября 1983, Москва) — советский учёный-палеонтолог и стратиграф, специалист в области палеонтологии мезозоя и ископаемым головоногим моллюскам аммонитам, профессор кафедры палеонтологии геологического факультета МГУ (1964), доктор геолого-минералогических наук (1963), председатель Меловой комиссии Межведомственного стратиграфического комитета СССР. Соавтор одного из томов справочника-руководства «Основы палеонтологии», удостоенного в 1966 году Ленинской премии. В 1977 году за свой учебник «Палеонтология беспозвоночных» (1974) удостоен Государственной премии СССР.

## Биография
Родился 5 или 6 октября 1916 в городе Режица Витебской губернии Российской империи (ныне Резекне, Латвия).
Обучался на геологическом отделении архитектурного техникума в Минске (окончил в 1934 году) и на географическом (впоследствии геолого-почвенном) факультете Московского университета (окончил 24 июня 1941 года).
В годы Великой Отечественной войны был добровольцем в составе народного ополчения, оборонял Ельню, Вязьму и Москву. При выходе из окружения в 1942 году попал в плен, поэтому оставлен в военной миссии по репатриации бывших военнопленных.
После войны работал геологом в Северо-Восточном геологическом управлении.
С 1947 года работал на кафедре палеонтологии геологического факультета МГУ, где под руководством академика Юрия Александровича Орлова прошёл путь от лаборанта до профессора.
Умер 19 октября 1983 года в Москве, похоронен на Хованском кладбище.

## Научные труды
Опубликовал около 200 работ, в том числе ряд крупных монографий и учебников. Автор учебников и учебных пособий: «Палеоботанический атлас» (1961, совместно с Т. А. Якубовской), «Палеонтология» (1962, 1971, совместно с О. П. Обручевой), «Палеонтология беспозвоночных» (1974; в 1976 году учебник удостоен Государственной премии).
- Друщиц В. В. (1956) Нижнемеловые аммониты Крыма и Северного Кавказа. М.: Изд.-во Моск. Унив. 149 с.
- Атлас нижнемеловой фауны Северного Кавказа и Крыма (ред. В. В. Друщиц, М. П. Кудрявцев) / Тр. ВНИИГаз. М.: Гос. науч.-техн. изд-во нефт. и горно-топл. лит-ры, 1960. 702 с.
- «Основы палеонтологии. Том 6. Моллюски — головоногие. Ч. II: аммоноидеи (цератиты, аммониты), внутреннераковинные» (ред. Н. П. Луппова, В. В. Друщиц) / Госгеоиздат СССР, 1958. 362 с.
- Друщиц В. В. (1962) О границе между готеривским и барремским ярусами // Доклады Академии наук СССР. Том 147, № 4. С. 900—903.
- Друщиц В. В. (1963) Биостратиграфия и аммониты нижнего мела Крыма и Северного Кавказа // Автореф. дисс. докт. геол.-мин. наук. 54 с.
- Друщиц В. В. (1963) О стратиграфическом положении колхидитовых слоев — зоны Colchidites securiformis // Доклады Академии наук СССР. Том 152. № 6. С. 1428—1431.
- Друщиц В. В., Михайлова И. А. (1966) Биостратиграфия нижнего мела Северного Кавказа. М.: Изд-во МГУ. 189 с.
- Друщиц В. В., Зевина Г. Б. (1969) Новые представители усоногих раков из нижнемеловых отложений Северного Кавказа // Палеонтологический журнал. № 2. С.73—85.
- Друщиц В. В., Михайлова И. А. (1973) О систематическом положении тетрагонитид (Lytoceratida, Ammonoidea) // Доклады Академии наук СССР. Т.209, № 4. C.953—955.
- Друщиц В. В., Михайлова И. А. (1974) К систематике нижнемеловых аммонитов // Палеонтологический журнал. № 4. С.32—44.

## Членство в организациях
- председатель Меловой комиссии Межведомственного стратиграфического комитета СССР[4].
- председатель Ученого совета при геологическом факультете МГУ по специальности «палеонтология и стратиграфия»
- член Экспертного совета ВАК СССР (1976—1983)
- член Национального комитета биологов СССР
- член Научного совета АН СССР по проблеме «Пути и закономерности развития животных и растительных организмов» (возглавлял секции по головоногим моллюскам и по подготовке кадров палеонтологов)
- член Методического совета геологического факультета МГУ
- член Всесоюзного палеонтологического общества
- член Московского общества испытателей природы
- член редколлегии издательства «Недра»
- член журнала «Вестник Московского университета. Серия Геология»

## Награды
- Государственная премия СССР (1977)[4]
- пять медалей СССР[4]
- «Отличник геологической службы» Министерства геологии СССР[4]